# Song Geum-sun
Song Geum-sun (송금순?; 11 febbraio 1956) è un'ex cestista sudcoreana.

## Carriera
Con la Corea del Sud ha disputato i Campionati mondiali del 1979.